# Vincenzo Lavarra
Vincenzo Lavarra (ur. 27 stycznia 1954 w Gioia del Colle) – włoski polityk i dziennikarz, eurodeputowany V i VI kadencji.

## Życiorys
W 1977 ukończył studia z zakresu literatury i filozofii. Pracował jako dziennikarz, m.in. od 1979 do 1982 był redaktorem naczelnym regionalnego wydania w Apulii pisma "L'Unità", związanego z Włoską Partią Komunistyczną. Zaangażował się w działalność Demokratów Lewicy, był m.in. sekretarzem regionalnym tego ugrupowania.
W latach 1999–2004 sprawował mandat deputowanego do Parlamentu Europejskiego. Do 2002 był wiceprzewodniczącym Komisji ds. Rolnictwa i Rozwoju Wsi. Bez powodzenia ubiegał się o reelekcję z ramienia Drzewa Oliwnego, objął stanowisko zastępcy prezydenta prowincji Bari. Do PE powrócił jednak już w 2005 w miejsce Ottaviana Del Turco. W trakcie VI kadencji należał do Grupy Socjalistycznej, pracował w Komisji Przemysłu, Badań Naukowych i Energii. W Europarlamencie zasiadał do 2009. W 2007 przystąpił ze swoim ugrupowaniem do Partii Demokratycznej.